# شالوا اوگبایدزه
شالوا اوگبایدزه (انگلیسی: Shalva Ogbaidze؛ زادهٔ ۱ اوت ۲۰۰۲) بازیکن فوتبال است.

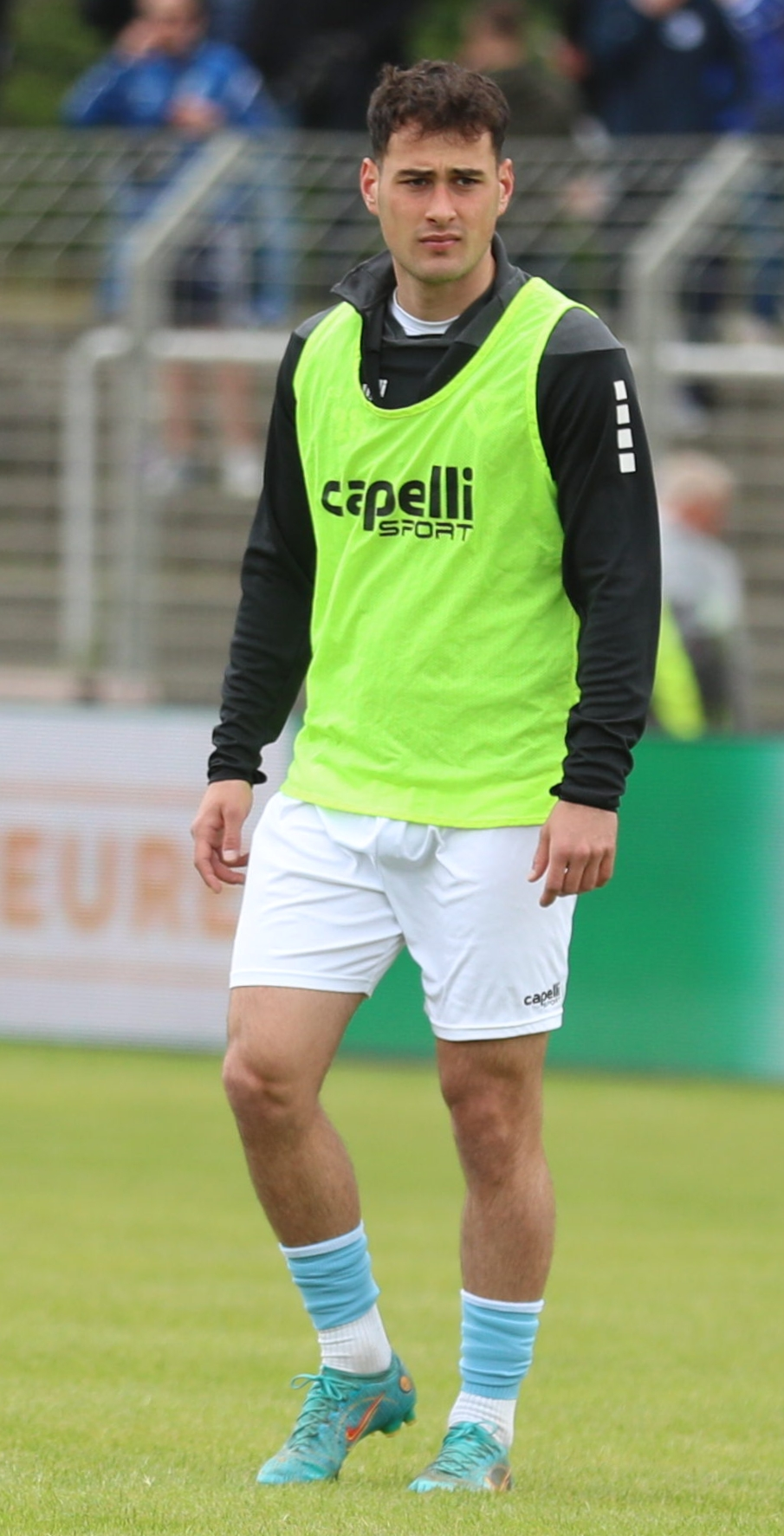
شالوا اوگبایدزه در سال ۲۰۲۲

وی همچنین در تیم‌های ملی فوتبال Georgia national under-17 football team و Georgia national under-18 football team بازی کرده‌است.